# Lauchhalde
Die Lauchhalde ist ein mit Verordnung des Regierungspräsidiums Tübingen vom 14. März 1991 ausgewiesenes Natur- und Landschaftsschutzgebiet in Hechingen im Zollernalbkreis.

## Lage
Das Naturschutzgebiet befindet sich im Naturraum Südwestliches Albvorland. Es liegt nordöstlich des Hechinger Stadtteils Stein am Hang des Starzeltales. Das Gebiet wird durch die Landesstraße 410 in zwei Teilgebiete getrennt. Das zugehörige dienende Landschaftsschutzgebiet befindet sich unmittelbar südlich des Naturschutzgebiets.

## Schutzzweck
Laut Verordnung ist der wesentliche Schutzzweck die Erhaltung eines vielfältig strukturierten Landschaftsteiles des unteren Starzeltales mit der daran gebundenen extensiven Weidenutzung als Lebensraum für gefährdete und geschützte Tier- und Pflanzenarten sowie die Bewahrung nachstehender ökologischer Räume als kulturhistorische Relikte. Von besonderer ökologischer und landschaftsästhetischer Bedeutung sind hierbei die extensiv genutzten Weideflächen, die Magerrasen, die Gebüschsukzessionen und die Gehölzstreifen.

## Flora und Fauna
Stellvertretend für die floristischen Besonderheiten seien das Fleischfarbene Knabenkraut, die Silberdistel und die Karthäusernelke genannt. Die faunistische Bedeutung des Gebietes wird durch das Vorkommen der Mauereidechse und der Gemeinen Heideschnecke verdeutlicht.

## Zusammenhängende Schutzgebiete
Direkt anschließend an die Lauchhalde befindet sich das Naturschutzgebiet Winterhalde. Das Gebiet ist Teil des FFH-Gebiets Rammert.